# Soukpen
Soukpen est un village du Cameroun situé dans le département du Noun et la Région de l'Ouest, sur la rive gauche du Noun. Il fait partie de l'arrondissement de Foumbot.

## Population
En 1967, la localité comptait 48 habitants, principalement Bamiléké et Bamoun. Lors du recensement de 2005, on y a dénombré 184 personnes.